# آیین‌نامه بهداشت محیط
هیئت وزیران جمهوری اسلامی ایران در جلسه مورخه ۱۳۷۱/۴/۲۴ شمسی (۱۹۹۲/۷/۱۵ میلادی) در اجرای بند ۲ ماده یک قانون تشکیلات و وظایف وزارت بهداشت، درمان و آموزش پزشکی آیین‌نامه بهداشت محیط را به شرح زیر تصویب نموده‌است:
ماده ۱- تعاریف:
الف- بهداشت محیط: بهداشت محیط عبارت است از کنترل عواملی از محیط زندگی که به گونه‌ای روی سلامت جسمی، روانی و اجتماعی انسان تأثیر می‌گذارند.
ب- آب آشامیدنی: آب آشامیدنی، آب گوارایی است که عوامل فیزیکی، شیمیایی و بیولوژیکی آن در حد استانداردهای مصوب باشد و مصرف آن عارضه سویی در کوتاه‌مدت یا درازمدت ایجاد نکند.
پ- آلودگی آب آشامیدنی: آلودگی آب آشامیدنی، عبارت است تغییر خواص فیزیکی، شیمیایی و بیولوژیکی آب به گونه‌ای که آن را برای مصرف انسان زیان‌آور سازد.
ت- کنترل بهداشتی: منظور از کنترل بهداشتی، بازدید و بررسی وضعیت بهداشتی مراکز مشمول این آیین‌ نامه به منظور اعمال ضوابط بهداشت محیطی می‌باشد.
ث- مراکز کاربرد پرتوهای یون‌ ساز در پزشکی: مراکز کاربرد پرتوهای یون‌ساز در پزشکی، مراکزی هستند که با استفاده از پرتوهای یون‌ ساز، زیرنظر مسئولان متخصص مربوط، به تشخیص یا درمان بیماری‌ ها پرداخته و شامل مراکز رادیولوژی، رادیوتراپی و رادیوایزوتوپ می‌ باشند.
ج- اماکن عمومی: اماکن عمومی عبارت است از اماکن متبرکه و زیارتگاه‌ها، زائرسراها، هتل‌ها، متل‌ها، مسافرخانه‌ها، پانسیون‌ها، آسایشگاه‌های سالمندان، آرایشگاه‌ها، حمام‌ها، سونا، استخرهای شنا، سینماها، پارک‌ها، مراکز تفریح‌های سالم، باشگاه‌های ورزشی، ترمینال‌ها، وسایل حمل و نقل عمومی و مسافرتی، توالت‌های عمومی، گورستان‌ها و مانند این موارد.
چ -مراکز تهیه ، توزیع ، نگهداری وفروش مواد خوردنی ، آشامیدنی و بهداشتی : مراکز تهیه، ،توزیع، ،نگهداری وفروش مواد خوردنی ، آشامیدنی، و بهداشتی که عبارت است از کلیه کارخانه ها ، کارگاه ها ، سردخانه ها ، اماکن و مغازه هایی که به گونه ای نسبت به تهیه ، توزیع ، نگهداری و فروش مواد خوردنی ، آشامیدنی و بهداشتی اقدام می نمایند.
ح- مراکز بهداشتی – درمانی : مراکز بهداشتی – درمانی عبارت است از بیمارستان ها ، زایشگاه ها ، درمانگاه ها ، مطب ها ، آزمایشگاه های تشخیص طبی ، بخش های تزریقات و پانسمان ، آسایشگاه های معلولین ، طب هسته ای ، فیزیوتراپی ها ،رادیولوژی ها و مانند این ها.
خ – مراکز آموزشی و تربیتی : مراکز آموزشی و تربیتی عبارت است از مدارس، آموزشگاه های تحصیلی ، حوزه های علمیه ، دانشکده ها ، هنرستانها ، خوابگاه های مراکز آموزشی ، پرورشگاه ها ، مراکز تربیتی شبانه روزی ، ندامتگاه ها و مهدهای کودک.
ماده 2- هر اقدامی که تهدیدی برای بهداشت عمومی شناخته شود ، ممنوع می باشد . وزارت بهداشت ، درمان وآموزش پزشکی موظف است پس از تشخیص هر مورد از مواردی که در حیطه وظایف وزارت می باشد ، راسا" اقدام قانونی معمول و در سایر موارد موضوع را به مراجع ذی ربط جهت انجام اقدام های قانونی ، فوری اعلام نماید. متخلفان از مقررات بهداشت عمومی تحت پیگرد قانونی قرار خواهند گرفت.
ماده 3- آلوده کردن آب آشامیدنی عمومی ممنوع است و با متخلفان مطابق مقررات رفتار خواهد شد. وزارت بهداشت ، درمان وآموزش پزشکی به منظور حفظ سلامت وبهداشت مردم مکلف است کیفیت آب آشامیدنی عمومی از نقطه آبگیری تامصرف را ازنظر بهداشتی تحت نظارت مستمر قراردهد. تبصره -1 وظایف واختیارهای سازمان حفاظت محیط زیست درپیشگیری وجلوگیری از آلودگی منابع آب ، موضوع ماده (46) قانون توزیع عادلانه آب آیین نامه های اجرایی آن همچنان قابل اجرا است . تبصره -2 سازمانها وموسسه های دولتی وخصوصی تامین کننده آب آشامیدنی عمومی موظف به رعایت همه ضوابط ومعیارهای بهداشتی اعلام شده توسط وزارت بهداشت ، درمان وآموزش پزشکی بوده ، باید همه اطلاعات لازم برای بررسی مورد یا موارد وتسهیلات بازدید ازتاسیسات را دراختیار وزارت قرار دهند. تبصره -3 وزارت بهداشت ، درمان وآموزش پزشکی به منظور کنترل آب آشامیدنی عمومی درمراحل مختلف توزیع ، آزمایشگاههای مراکز بهداشت استان و شهرستان ومراکز بهداشتی – درمانی را برای ارائه خدمات دراین زمینه تجهیز می نماید.
ماده 4- به منظور جلوگیری از روند رو به رشد آلودگی منابع آب های سطحی و زیر زمینی – اعم از چاه ها ، رودخانه ها ، قنات ها ، چشمه ها و آب مصرفی شهر و روستا – کمیته ای با نام " کمیته حفاظت از منابع آب آشامیدنی" زیرنظر استاندار با عضویت مدیران و روسای اداره کل بهداشت ، درمان و آموزش پزشکی ، سازمان حفاظت محیط زیست ، سازمان آب منطقه ای استان ، جهاد سازندگی استان ، برنامه و بودجه استان و شرکت آب و فاضلاب استان تشکیل می شود تا موارد زیر را بررسی و اقدام نماید:
1- اتخاذ تصمیم راجع به خارج نمودن بعضی از منابع تامین آب آشامیدنی از سرویس که براساس گزارش اداره کل بهداشت محیط ، آلوده شده اند – اعم از چاه ها ، چشمه ها و قنات ها
2- اتخاذ تدابیر لازم جهت حفاظت از منابع آب آشامیدنی موجود براساس دستورالعمل هایی که توسط دستگاه های ذی ربط پیشنهاد می شود و به تصویب کمیته می رسد.     3- اتخاذ تدابیر لازم به منظور حفظ حریم مناطقی که در آینده برای تامین آب شهر ها از طریق دستگاه های ذی ربط پیشنهاد می شود.
4- اتخاذ تصمیم در رابطه با بحران های ناشی از آلودگی منابع آب و چگونگی مقابله با آنها
تبصره : در ابتدا ، اداره کل بهداشت محیط موظف است نواقصی را که موجب آلودگی منابع آب می گردد به دستگاه ذی ربط اعلام تا راسا نسبت به رفع آن اقدام نماید. درصورتی که امکانات دستگاه ها برای رفع نواقص کفایت ننماید ، مراتب درکمیته یاد شده مطرح خواهد شد.
ماده 5- وزارت بهداشت ، درمان و آموزش پزشکی به منظور حفظ بهداشت عمومی مکلف است بررسی های لازم را درمورد تاثیر های هوای استنشاقی و سایر مواد موثر بر انسان معمول دارد و نسبت به ارائه توصیه های ضروری به مراجع ذی ربط اقدام نماید.
ماده 6- مراکز کاربرد پرتوهای یون ساز در پزشکی موظف به همکاری و ارائه آمار و اطلاعات و فراهم نمودن تسهیلات به منظور بررسی دزیمتری و بهسازی جهت انجام وظیفه کارشناسان وزارت بهداشت ، درمان و آموزش پزشکی می باشند. با متخلفان برابر مقررات مربوط ( قانون تعزیرات ) رفتار خواهد شد.
ماده 7- وزارت بهداشت ، درمان و آموزش پزشکی مکلف است مراکز بهداشتی – درمانی ، آموزشی و تربیتی ، اماکن عمومی و مراکز تهیه ، توزیع ، نگهداری و فروش مواد خوردنی ، آشامیدنی و بهداشتی را از نظر ضوابط و مقررات بهداشت محیطی کنترل و با متخلفان از دستورالعمل ها و توصیه های بهداشتی وزارت ، برابر مقررات قانونی مربوط ( قانون تعزیرات ) رفتار نماید.
ماده 8- مراجع صادر کننده پروانه کسب مراکز تهیه ، توزیع ، نگهداری وفروش مواد خوردنی ، آشامیدنی ، و بهداشتی و اماکن عمومی موظف اند ضمن رعایت ضوابط مربوط به خود ، مقررات و توصیه های اعلام شده توسط وزارت بهداشت ، درمان و آموزش پزشکی را نیز در این زمینه رعایت نموده و قبل از صدور "پروانه کسب" نظریه بهداشتی از این وزارتخانه کسب نمایند.
ماده 9- وزارت بهداشت ، درمان و آموزش پزشکی علاوه بر وظیفه قانونی مبارزه با ناقلان بیماری ها نیز می باشد . مراجع ذی ربط ، ملزم به رعایت دستورالعمل های بهداشت محیطی این وزارتخانه در این موارد هستند.
ماده 10- به منظور پیشگیری از شیوع بیماری های منتقل شده به وسیله بندپایان و حیوان های ناقل بیماری ، همچنین جلوگیری از آلودگی محیط به سموم و مواد شیمیایی ، در صورت امکان روش های مبارزه از طریق بهسازی محیط ارجح بوده و دستگاه های اجرایی ذی ربط موظف به بهسازی کانون های جلب و تکثیر بند پایان و حیوان های ناقل برابر توصیه های و دستورالعمل های وزارت بهداشت ، درمان و آموزش پزشکی می باشند.
تبصره : شهرداری ها مکلفند درتنظیم روش های جمع آوری ، حمل و دفع زباله شهر و سایر خدمات شهری ، دستورالعمل ها و توصیه های وزارت بهداشت ، درمان و آموزش پزشکی و سایر مراجع ذی ربط را رعایت نمایند.
ماده 11- صدور مجوز ورود و ترخیص و کنترل بهداشتی هر نوع دام و فرآورده های خام دامی باتوجه به نقص مواد ( 2 و 3 و 4 و7 و 8) قانون سازمان دامپزشکی کشور مصوب ماده نه موجر بر قانون مواد خوردنی و بهداشتی است علی الاطلاق ودر تمام مراحل اعم از تولید، توزیع و عرضه از لحاظ پیشگیری و مبارزه با بیماری های دامی و بیماری های مشترک بین انسان و دام برعهده سازمان دامپزشکی می باشد. طبیعی است چنانچه عرضه فرآورده های خام دامی موجب بیماری های مختص انسان شود، همچنین مواردی که در فرآورده های خام دامی تغییراتی داده شود که مواد حاصل شده ، فرآورده خام دامی تلقی نگردد ، مسئولیت کنترل بهداشتی بر عهده وزارت بهداشت ، درمان و آموزش پزشکی است که مطابق قانون مواد خوردنی و بهداشتی مصوب 1346 و اصلاحات آن انجام خواهد شد.
ماده 12- وزارت بهداشت ، درمان و آموزش پزشکی از طریق شبکه های بهداشتی ، درمانی و خانه های بهداشت در روستا ها ضمن آموزش گسترده با بسیج مردم و جلب همکاری بین بخشی در زمینه مسایل بهداشت محیطی از قبیل جمع آوری ، حمل و دفع بهداشتی زباله ، دفع بهداشتی مدفوع و کود حیوانی ، بهسازی معابر و جداسازی محل نگهداری دام و پرندگان از محل سکونت ، نظارت و پیگیری لازم را معمول داشته ، همچنین درجهت بهسازی منابع و کنترل کیفی آب آشامیدنی ، جمع آوری و دفع بهداشتی فاضلاب ها ، کنترل اماکن عمومی و مراکز تهیه ، توزیع ، نگهداری و فروش مواد غذایی اقدام نماید.